# Vihamanaafushi
Vihamanaafushi (anciennement Viharanapura) est une île des Maldives située dans l'atoll Malé Nord, dans la subdivision de Kaafu. Son nom signifie « île du poisson interdit ». Le premier président des Maldives, Mohamed Amin Didi, décédé en 1954, y est enterré. L'île accueillit le premier hôtel de vacances des Maldives en 1972, le Kurumba Village.

## Géographie
Vihamanaafushi est située dans le centre des Maldives, dans le Sud-Est de l'atoll Malé Nord, dans la subdivision de Kaafu. Elle se situe à proximité de l'aéroport et de Malé.